# 2-я Лыковская улица
Втора́я Лы́ковская у́лица (до 11 апреля 1964 года — Колхо́зная у́лица (Тро́ицкое-Лы́ково), до 1960 года — Колхо́зная у́лица села Троице-Лыково) — улица, расположенная в Северо-Западном административном округе города Москвы на территории района Строгино.

## История
Улица находится на территории бывшего села Троице-Лыково, где она называлась Колхо́зная у́лица. В 1960 году село Троице-Лыково вошло в состав Москвы, а 11 апреля 1964 года улица получила современное название по бывшему селу.

## Расположение
2-я Лыковская улица проходит на восток от Рублёвского леса, поворачивает на северо-восток и проходит до точки соединения Лыковского проезда с улицей Маршала Прошлякова, за которой продолжается как 3-я Лыковская улица. Нумерация домов начинается с юго-западного конца улицы.

## Примечательные здания и сооружения
По нечётной стороне:
По чётной стороне:

## Транспорт

### Наземный транспорт
По 2-й Лыковской улице не проходят маршруты наземного общественного транспорта. Восточнее улицы, на Одинцовской улице, расположена остановка «Троице-Лыково» автобуса № 137 (Троице-Лыково — Станция метро «Щукинская»).
Также до остановки «2-я Лыковская улица» (на улице Маршала Прошлякова) следует маршрут автобуса № 782 (2-я Лыковская улица — Таллинская улица).

### Метро
- Станция метро «Строгино» Арбатско-Покровской линии — севернее улицы, на Строгинском бульваре.
- Законсервированная станция метро «Троице-Лыково» Арбатско-Покровской линии.